# Saverio Monteleone
Saverio Monteleone (Seminara, 5 marzo 1930 – Firenze, 28 novembre 2006) è stato un politico italiano.

## Biografia
Esponente del Partito Comunista Italiano, nel 1976 viene eletto deputato per la VII Legislatura e poi nel 1979 è confermato anche per la VIII legislatura, sempre nella circoscrizione Calabria. Conclude il proprio mandato parlamentare nel 1983.